# Artur Aleksanian
Artur Aleksanian (arm. Արթուր Ալեքսանյան; 21 października 1991 w Giumri) – ormiański zapaśnik w stylu klasycznym, złoty, srebrny i brązowy medalista olimpijski, mistrz świata i Europy.
Największym jego sukcesem jest złoty medal olimpijski z Rio de Janeiro 2016 w kategorii 98 kg; srebrny w Tokio 2020 w kategorii 97 kg i brązowy medal z Londynu 2012 w wadze 96 kg, a także z Paryża 2024 w kategorii 97 kg.
Zdobył również złoty medal mistrzostw Europy w 2012, 2013, 2014, 2018, 2020, 2023 i 2024 roku. Został mistrzem świata w 2014 w Taszkencie, 2015 w Las Vegas, 2017 w Paryżu i 2022 w Belgradzie. Siódmy w indywidualnym Pucharze Świata w 2020. Wicemistrz uniwersjady w 2013. Triumfator igrzysk europejskich w 2019 roku.